# 수전 트위스트
수전 트위스트 (Susan Twist, 1956년 6월 6일~)는 영국의 배우로, 드라마 《브루크사이드》 (Brookside, 1994년~1996년)의 로지 뱅크스 (Rosie Banks) 역과 SF 드라마 《닥터 후》 시즌 1 (2024년)의 수전 트라이어드 (Susan Triad) 역으로 유명하다.

## 활동
1956년 6월 6일 잉글랜드 리버풀에서 태어났다. 1975년~1978년 런던 음악 연극예술 아카데미에 재학하였다.
이후 TV 무대와 연극업계에서 배우로 활동하였는데 2007년 《닥터스》, 2013년 《인 더 플레쉬》, ITV 드라마 《코로네이션 스트리트》와 BBC 드라마 《아처스》 등 다양한 작품에 출연하였다. 공연무대에서는 〈삼총사〉, 〈프라이즈 나이트〉, 〈잭 플래시〉, 〈말괄량이 길들이기〉 등에 출연했다.
2023년 SF 드라마 《닥터 후》 60주년 스페셜 "Wild Blue Yonder" (와일드 블루 욘더) 편에서 아이작 뉴턴의 하녀 메리듀 부인 역을 맡았다. 이후 2023년 크리스마스 스페셜 "The Church on Ruby Road" (루비 로드의 교회) 편에서도 콘서트 관중 속의 여인으로 출연하였다. 이듬해 2024년 시즌 1의 6개 에피소드에 서로 다른 배역으로 출연하였으며, 최종화 "The Legend of Ruby Sunday"와 "Empire of Death" 편에서 수전 트라이어드 (Susan Triad)라는 캐릭터로 최종 출연하였다.

## 출연 작품

### 영화
| 연도   | 제목         | 배역 | 비고      |
| ------ | ------------ | ---- | --------- |
| 2018년 | Playing Dead | 제니 | 단편 영화 |

### 텔레비전
| 연도           | 제목                   | 배역                  | 비고        |
| -------------- | ---------------------- | --------------------- | ----------- |
| 1980년         | 더 스쿼드              | Wendy                 | 1화         |
| 1981년         | 차이니즈 디텍티브      | Receptionist          | 1화         |
| 1982년         | 갓 스피드 코퍼레이션   | Betty                 | TV영화      |
| 1985년         | 브루크사이드           | Jean                  | 3화         |
| 1994년~ 1996년 | 브루크사이드           | Rosie Banks           | 주연        |
| 1998년         | 리클레스: 더 시퀄      | Vicar                 | TV영화      |
| 1998년         | 더 빌                  | Prison Officer        | 1화         |
| 2000년         | 올웨이즈 앤드 에브리원 | Court Welfare Officer | 1화         |
| 2002년         | 코로네이션 스트리트    | Donna Stout           | 2화         |
| 2002년         | 어 굿 시프             | Mrs. Sutherland       | TV영화      |
| 2003년         | 더 빌                  | D.C.I. Dixon          | 1화         |
| 2005년         | 걸스 인 러브           | Manager               | 2화         |
| 2006년         | 더 로열                | Joan Travis           | 1화         |
| 2006년         | 시 노 이블             | Nellie Hindley        | 2화         |
| 2007년         | 닥터스                 | Jean Highsmith        | 1화         |
| 2013년         | 비잉 에일린            | Beedie                | 2화         |
| 2013년         | 인 더 플레쉬           | Mrs. Bennett          | 2화         |
| 2017년         | 코로네이션 스트리트    | Lydia Hartman         | 2화         |
| 2017년         | 에릭과 어니와 나       | Patsy                 | TV 영화     |
| 2023년~ 2024년 | 닥터 후                | 여러 배역             | 조연 (10화) |

### 팟캐스트 시리즈
| 연도   | 제목        | 배역            | 비고 |
| ------ | ----------- | --------------- | ---- |
| 2018년 | Stone       | 그레이스 페버럴 | 2화  |
| 2020년 | The Archers | 메건 밀러       | 1화  |

## 참고자료
1. ↑  Jeffery, Morgan (2024년 6월 15일). “Susan Twist’s identity is revealed in Doctor Who’s The Legend of Ruby Sunday”. 《Radio Times》.
2. ↑  Byrne, John (2019년 5월 22일). “Actor Susan Twist: 'My first job taught me to dare to make mistakes'”. The Stage. 2024년 6월 20일에 확인함.
3. ↑  “How Susan swapped Brookside for Brooklyn”. Lancashire Telegraph. 2003년 9월 19일. 2024년 6월 20일에 확인함.
4. ↑  “Spotlight CV: Susan Twist”. www.spotlight.com. 2024년 6월 20일에 확인함.
5. 1 2  Griffin, Louise (2024년 6월 7일). “Who is Susan Twist's character in Doctor Who? All the theories”. 《Radio Times》.
6. ↑  Kingsley, Tom (2023년 12월 2일), 《Wild Blue Yonder》, Doctor Who, David Tennant, Catherine Tate, Bernard Cribbins, 2024년 6월 27일에 확인함
7. ↑  Tonderai, Mark (2023년 12월 25일), 《The Church on Ruby Road》, Doctor Who, Ncuti Gatwa, Millie Gibson, Davina McCall, 2024년 6월 27일에 확인함
8. ↑  Donoughue, Jamie (2024년 6월 14일), 《The Legend of Ruby Sunday》, Doctor Who, Ncuti Gatwa, Millie Gibson, Jemma Redgrave, 2024년 6월 27일에 확인함
9. ↑  “Susan Twist | Actress”. 《IMDb》 (미국 영어). 2024년 6월 27일에 확인함.